# Ligue nord-européenne de basket-ball
Ne doit pas être confondu avec European North Basketball League.
La Ligue nord-européenne de basket-ball plus connue sous la dénomination anglophone de North European Basketball League (NEBL) est une compétition de basket-ball qui a existé de 1998 à 2003.
Cette ligue, fondée par Šarūnas Marčiulionis, avait pour but premier de réunir sous une même ligue les meilleures équipes des différents championnats des pays baltes, des pays scandinaves et de la Finlande. Mais elle a rapidement accueilli des équipes aux championnats faible en termes de niveau (Grande-Bretagne, Israël…). À sa disparition, d’autres ligues suivant les mêmes principes fondateurs sont apparues, mais à un niveau plus local : la Ligue adriatique et la Ligue baltique.

## Historique

### Saison 2001-2002
La saison 2001-2002 a vu la victoire finale du Lietuvos Rytas (basket-ball) de Vilnius aux dépens de l'Ural Great Perm sur le score de 79-74. Ventspils complétant le podium devant Varsovie. Les trois premiers sont également ceux qui ont été exempts de premier tour (avec les London Towers). Pour cette ultime saison, un nombre record d'équipes y participait: 31.
les équipes
| Alytus Alita                 | Alytus      |  |
| West Petrom Arad             | Arad        |  |
| Birmingham Bullets           | Birmingham  |  |
| RheinEnergie Köln            | Cologne     |  |
| Great Danes                  | ??          |  |
| Honka Espoo Playboys         | Espoo       |  |
| SBK Grodno-93                | Grodno      |  |
| Fenerbahçe SK                | İstanbul    |  |
| BC Kiev                      | Kiev        |  |
| KK Kumanovo                  | Kumanovo    |  |
| London Towers                | Londres     |  |
| CSKA Moscou                  | Moscou      |  |
| Voïdodina                    | Novi Sad    |  |
| MBC Odessa                   | Odessa      |  |
| Verviers Pepinster           | Pepinster   |  |
| Ural Great Perm              | Perm        |  |
| BK Skonto Riga               | Riga        |  |
| CSK Samara                   | Samara      |  |
| KK Šiauliai                  | Šiauliai    |  |
| Rabotnicki                   | Skopje      |  |
| Akademik                     | Sofia       |  |
| Levski                       | Sofia       |  |
| Alvik 08                     | Stockholm   |  |
| Kalev Tallinn                | Tallinn     |  |
| Hapoël Tel-Aviv              | Tel-Aviv    |  |
| Polonia Warszawa             | Varsovie    |  |
| BK Ventspils                 | Ventspils   |  |
| Lietuvos Rytas (basket-ball) | Vilnius     |  |
| Mitteldeutscher BC           | Weissenfels |  |
| Wurtzbourg                   | Wurtzbourg  |  |
| Tundja Yambol                | Yambol      |  |

### Saison 2000-2001
La saison 2000-2001 a vu la victoire finale de l'Ural Great Perm aux dépens du Žalgiris Kaunas sur le score de 88-81. Le Lietuvos Rytas de Vilnius complétant le podium devant le CSKA Moscou.
les équipes
| Great Danes                  | ??         | Danemark           |
| Conesco Den Helder           | Le Helder  | Pays-Bas           |
| Honka Espoo Playboys         | Espoo      | Finlande           |
| Žalgiris Kaunas              | Kaunas     | Lituanie           |
| BC Kiev                      | Kiev       | Ukraine            |
| London Towers                | Londres    | Royaume-Uni        |
| Norrköping Dolphins          | Norrköping | Suède              |
| CSKA Moscou                  | Moscou     | Russie             |
| Ural Great Perm              | Perm       | Russie             |
| USK Erpet                    | Prague     | République tchèque |
| LMT Riga                     | Riga       | Lettonie           |
| KK Šiauliai                  | Šiauliai   | Lituanie           |
| Kalev Tallinn                | Tallinn    | Estonie            |
| Polonia Warszawa             | Varsovie   | Pologne            |
| BK Ventspils                 | Ventspils  | Lettonie           |
| Lietuvos Rytas (basket-ball) | Vilnius    | Lituanie           |

### Saison 1999-2000
La saison 1999-2000 a vu la victoire finale du CSKA Moscou sur le score de 95-77.
les équipes
| Alytus Alita                 | Alytus    | Lituanie  |
| Magic M7 Borås               | Borås     | Suède     |
| Great Danes                  | ??        | Danemark  |
| Tapiolan Honka               | Espoo     | Finlande  |
| Francfort Skyliners          | Francfort | Allemagne |
| ToPo Helsinki                | Helsinki  | Finlande  |
| BC Kiev                      | Kiev      | Ukraine   |
| Žalgiris Kaunas              | Kaunas    | Lituanie  |
| Plannja Basket Lulea         | Lulea     | Suède     |
| CSKA Moscou                  | Moscou    | Russie    |
| LMT Riga                     | Riga      | Lettonie  |
| Kalev Tallinn                | Tallinn   | Estonie   |
| BK Ventspils                 | Ventspils | Lettonie  |
| Lietuvos Rytas (basket-ball) | Vilnius   | Lituanie  |

### Saison 1998-1999
La saison 1998-1999 a vu la victoire finale du Žalgiris Kaunas aux dépens du LMT Riga sur le score de 83-81. Le Lietuvos Rytas de Vilnius complétant le podium devant le Plannja Basket Lulea.
les équipes
| Alytus Alita                 | Alytus    | Lituanie |
| ToPo Helsinki                | Helsinki  | Finlande |
| Žalgiris Kaunas              | Kaunas    | Lituanie |
| Plannja Basket Lulea         | Lulea     | Suède    |
| LMT Riga                     | Riga      | Lettonie |
| Kalev Tallinn                | Tallinn   | Estonie  |
| BK Ventspils                 | Ventspils | Lettonie |
| Lietuvos Rytas (basket-ball) | Vilnius   | Lituanie |